# Polonia we Włoszech
Polonia we Włoszech – ogół Polaków i ludzi polskiego pochodzenia zamieszkujących Włochy.
Według różnych danych Włochy zamieszkiwała Polonia w liczbie ok. 100 000 osób (105 608 w 2009 roku według Istituto Nazionale di Statistica; 112 000 w 2012 według Caritas; 97 986 w 2015 roku według serwisu comuni-italiani.it lub 84 619 w 2011 roku według Spisu Powszechnego).
Według raportu „Polacy we Włoszech” przygotowanego przez Ambasadę RP we Włoszech oraz Centrum Studiów i Badań IDOS z 2017 roku, aż 70% polskich obywateli we Włoszech ma trudności z językiem włoskim.

## Historia
Początek polsko-włoskich stosunków datuje się na XII w., kiedy to pierwsi Polacy rozpoczęli studia na włoskich uniwersytetach (Bolonia, Padwa, Rzym). Polacy niejednokrotnie zostawali także rektorami włoskich uniwersytetów, np. Mikołaj z Polski (rektor uniwersytetu w Padwie), Jan Polak (rektor uniwersytetu w Bolonii). Na włoskich uniwersytetach studiowało także wielu późniejszych dostojników i uczonych, m.in. Mikołaj Kopernik czy Jan Zamoyski, a także wielu poetów i artystów, m.in. Jan Andrzej Morsztyn czy Jan Kochanowski.
W 1578 roku powstał w Rzymie pierwszy polski kościół – Kościół św. Stanisława. Inicjatorem i fundatorem kościoła był kardynał Stanisław Hozjusz, a samo miejsce zostało podarowane kardynałowi przez papieża Grzegorza XIII. Ofiarodawcami na rzecz kościoła byli m.in. królowa Anna Jagiellonka i Stefan Batory. Powstał on ponieważ polscy pielgrzymi przybywający do Rzymu byli jedną z niewielu nacji, która nie posiadała własnego duchowieństwa oraz miejsca do zatrzymania się. W latach 1948–2003 przy kościele istniał Centralny Ośrodek Duszpasterstwa Emigracyjnego i Polonijnego.

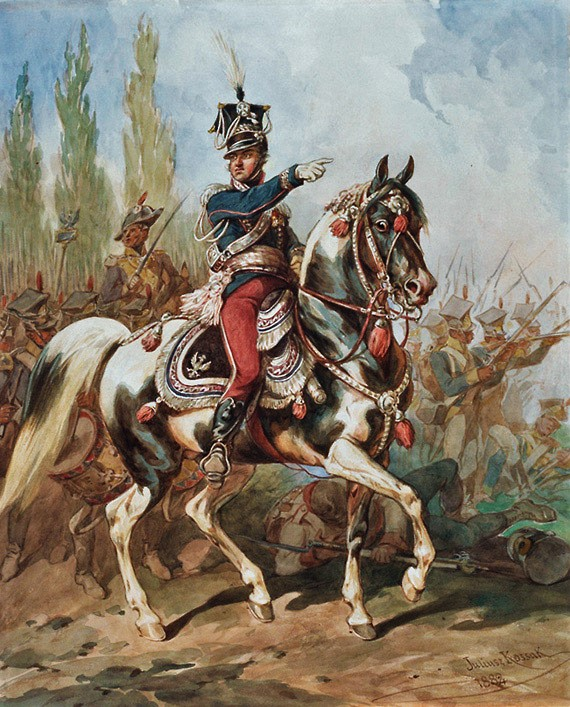
Gen. Jan Henryk Dąbrowski na czele Legionów Polskich we Włoszech

### Legiony Polskie we Włoszech
W 1797 roku w mieście Reggio nell’Emilia w ówczesnej Republice Cisalpińskiej powstały słowa do późniejszego Hymnu Polskiego, nazywane Pieśnią Legionów Polskich we Włoszech. Słowa te zostały napisane przez Józefa Wybickiego.
W latach 1797–1807 istniały Legiony Polskie we Włoszech, utworzone z inicjatywy gen. Jana Henryka Dąbrowskiego, których celem była walka o niepodległość Polski.

### Wiosna Ludów
Polacy brali czynny udział w Wiośnie Ludów na terenie Włoch.
Nad wojskami piemonckimi dowództwo objął Polak, gen. Wojciech Chrzanowski. Jego armia brała udział w bitwie pod Novarą, 23 marca 1849 roku, gdzie poniosła klęskę.
Polacy uczestniczyli także w bitwie o Rzym w 1849 roku, walcząc po stronie republikańskiej, u boku legionu Garibaldiego.
W 1861 roku w Genui istniała Polska Szkoła Wojskowa, która przygotowała ok. 300 oficerów dla przyszłego powstania styczniowego.

### Kawiarnia literacka
W 1846 roku we Florencji powstała, założona przez Karola Paszkowskiego, syna uczestnika powstania styczniowego, Caffè Paszkowski, która początkowo istniała jako browar. Kawiarnię odwiedzali później m.in. Stanisław Brzozowski, Jan Kasprowicz, Władysław Reymont, Karol Szymanowski, Leopold Staff i Stefan Żeromski. W 1991 roku Caffè Paszkowski została uznana za zabytek.

### Okres międzywojenny
W 1926 roku typograf Samuel Tyszkiewicz założył we Florencji polską Oficynę Florencką, znaną jako Stamperia Polacca, wydającą dzieła bibliofilskie. Wydrukowano w niej między innymi Sonety Krymskie Adama Mickiewicza.
W okresie międzywojennym wł. Polonia liczyła ok. 1 tys. osób.

### II wojna światowa
W trakcie II wojny światowej, Polacy wsławili się zdobywając w 1944 kluczową pozycję niemieckiego systemu umocnień (linia Gustawa) – Monte Cassino. II Korpus, któremu dowodził Władysław Anders, zdobył m.in. wzgórze z opactwem, w walce poległo ponad 900 polskich żołnierzy, a ok. 3 tysięcy zostało rannych. Na stokach wzgórza utworzono polski cmentarz.

### Okres powojenny
Po wojnie we Włoszech pozostało kilka tys. Polaków, osiedlili się głównie nad Morzem Adriatyckim, w regionie Marche.
We Włoszech działają m.in.: Polski Instytut Historyczny, Fundacja im. Margrabiny Umiastowskiej, Dom Polski Jana Pawła II dla Polonii Świata, Duszpasterski Ośrodek „Corda Cordi” oraz Centralny Ośrodek Duszpasterstwa Emigracji.

## Polonia w Rzymie

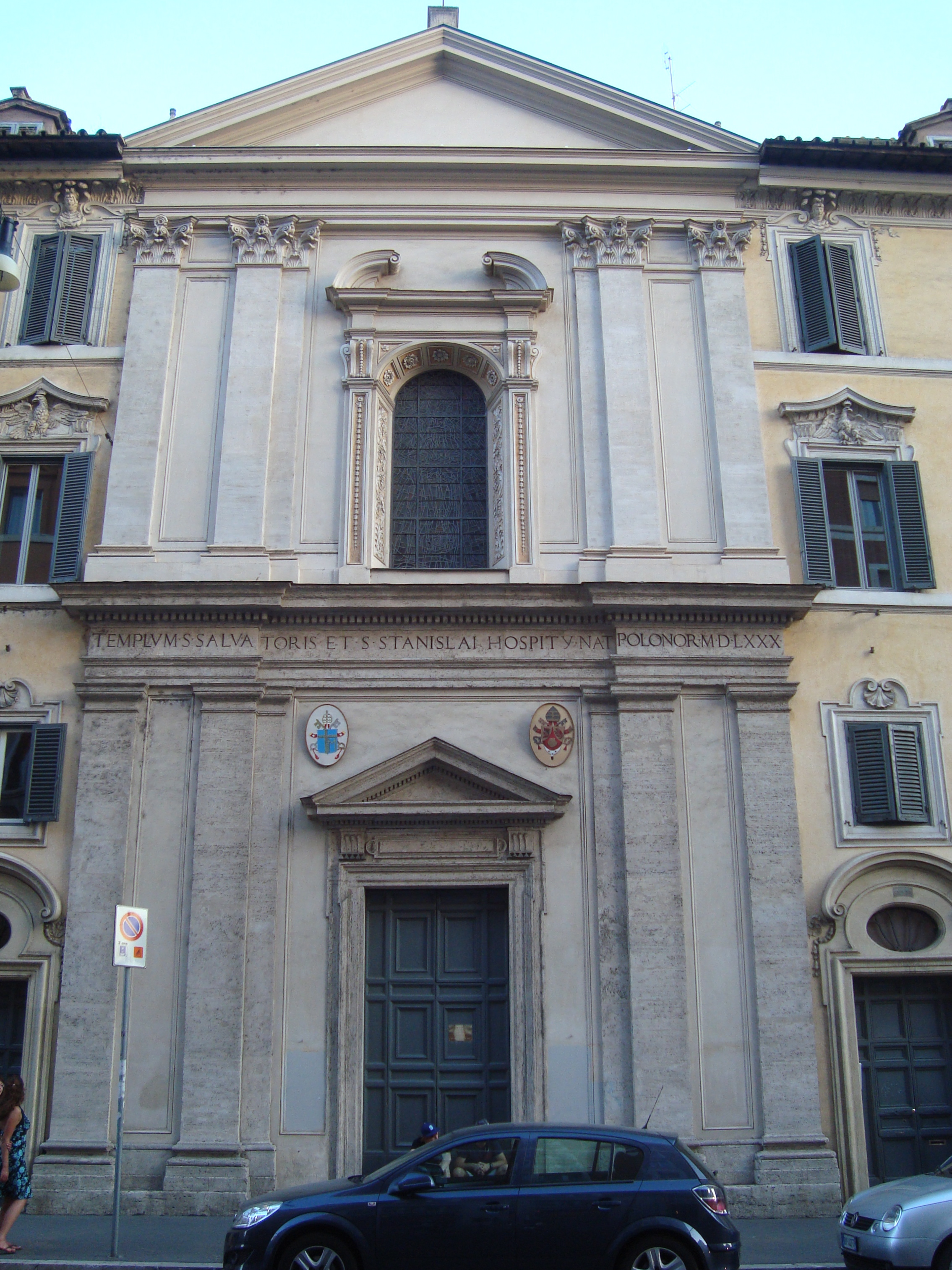
Kościół św. Stanisława w Rzymie

Początek polskiego życia kulturalnego w Rzymie możemy datować na przełom XV i XVI wieku. Wtedy też powstał Kościół św. Stanisława, pierwsze polskie duszpasterstwo we Włoszech. W 1582 roku powstało także, krótko istniejące, polskie seminarium duchowne. W okresie kontrreformacji w Rzymie przebywali m.in. Piotr Skarga i Jakub Wujek.
Po 1830 roku Rzym stał się miejscem działania polskiej emigracji politycznej m.in. Ludwika Orpiszewskiego, a także Adama Mickiewicza, który w 1848 zorganizował tu swój Legion.
W czasie I wojny światowej działała w Rzymie delegatura Komisji Narodu Polskiego.
W 1910 roku powstał Polski Instytut Papieski, a w 1937 odsłonięto pomnik Józefa Piłsudskiego.
W okresie II wojny światowej, opiekę nad Polakami w Rzymie sprawowała m.in. ambasada RP przy Stolicy Apostolskiej, kierowana przez Kazimierza Papéego.
Do 1947 roku w Rzymie stacjonował Drugi Korpus Polski.
W 1946 roku Jerzy Giedroyc założył w Rzymie Instytut Literacki.
W 1981 roku papież Jan Paweł II poświęcił, wzniesiony ze składek Polonii – Dom Polski Jana Pawła II.
W Rzymie swoje siedziby mają: Ambasada RP (wraz z istniejącą Szkołą Polską im. Gustawa Herlinga-Grudzińskiego), Instytut Polski, Polska Akademia Nauk, Fundacja Rzymska im. Margrabiny J. S. Umiastowskiej i redakcja miesięcznika „Nasz Świat” publikowany przez wydawnictwo „Stranieri in Italia”.

## Główne ośrodki polonijne (prowincje)
Dane z 2024 roku:
- Rzym – 13,272 osób[18] (W tym 8541 Polaków zamieszkałych w Mieście Stołecznym Rzym[19])
- Neapol – 3179 osób[20]
- Mediolan – 2040 osób[21]
- Bolonia – 1977 osób[22]

## Kościoły i związki wyznaniowe
Dla Polonii, wiernych kościoła rzymskokatolickiego, odbywają się w wielu kościołach we Włoszech msze w języku polskim. W 6 miastach działają polskojęzyczne zbory i grupy Świadków Jehowy.

## Statystyka
Demografia Polonii we Włoszech w latach 2006–2016 oraz 2018–2024.

| Rok  | Liczba mieszkańców | W tym % mężczyzn | Zmiana względem poprzedniego roku |
| ---- | ------------------ | ---------------- | --------------------------------- |
| 2006 | 72 457             | 28,3%            | nie dotyczy                       |
| 2007 | 90 218             | 29,8%            | +24,5%                            |
| 2008 | 99 389             | 30,0%            | +10,2%                            |
| 2009 | 105 608            | 29,4%            | +6,3%                             |
| 2010 | 109 017            | 28,8%            | +3,2%                             |
| 2011 | 84 749             | 26,0%            | –22,3%                            |
| 2012 | 88 839             | 26,4%            | +4,8%                             |
| 2013 | 97 566             | 26,7%            | +9,8%                             |
| 2014 | 87 805             | 26,4%            | –10,0%                            |
| 2015 | 97 986             | 26,7%            | +11,6%                            |
| 2016 | 97 062             | 26,5%            | –0,9%                             |
| 2022 | 74 981             | ?                | –3,6%                             |
| 2023 | 74 387             | ?                | –0,8%                             |
| 2024 | 73 320             | ?                | –1,4%                             |

|    | Gmina     | Liczba mieszkańców | W tym % mężczyzn |
| -- | --------- | ------------------ | ---------------- |
| 1  | Rzym      | 12 389             | 32,7%            |
| 2  | Neapol    | 1342               | 16,1%            |
| 3  | Bolonia   | 1099               | 19,0%            |
| 4  | Mediolan  | 1058               | 18,6%            |
| 5  | Florencja | 882                | 16,9%            |
| 6  | Ravenna   | 751                | 19,7%            |
| 7  | Modena    | 596                | 20,3%            |
| 8  | Ladispoli | 560                | 37,7%            |
| 9  | Pomezia   | 548                | 39,1%            |
| 10 | Cesena    | 539                | 22,3%            |
| 11 | Turyn     | 514                | 25,5%            |
| 12 | Genua     | 505                | 19,2%            |
| 13 | Perugia   | 494                | 27,9%            |
| 14 | Latina    | 489                | 41,5%            |
| 15 | Kalabria  | 475                | 16,0%            |
| 16 | Piza      | 442                | 19,0%            |
| 17 | Forli     | 431                | 20,0%            |
| 18 | Ardea     | 431                | 39,0%            |
| 19 | Syrakuza  | 423                | 17,5%            |
| 20 | Fiumicino | 394                | 34,0%            |

| Region                  | 2024   | 2023   | Zmiana (%) |
| ----------------------- | ------ | ------ | ---------- |
| Lacjum                  | 15 487 | 15 725 | –1,5%      |
| Emilia-Romania          | 8641   | 8930   | –3,2%      |
| Lombardia               | 7168   | 7145   | +0,3%      |
| Kampania                | 6658   | 6860   | –2,9%      |
| Toskania                | 6319   | 6539   | –3,4%      |
| Sycylia                 | 4120   | 4098   | +0,5%      |
| Wenecja Euganejska      | 3767   | 3819   | –1,4%      |
| Marche                  | 3205   | 3291   | –2,6%      |
| Apulia                  | 2710   | 2731   | –0,8%      |
| Piemont                 | 2538   | 2539   | –0,0%      |
| Kalabria                | 2404   | 2440   | –1,5%      |
| Trydent-Górna Adyga     | 2118   | 2001   | +5,8%      |
| Abruzja                 | 1926   | 1982   | –2,8%      |
| Umbria                  | 1683   | 1755   | –4,1%      |
| Liguria                 | 1377   | 1360   | +1,3%      |
| Friuli-Wenecja Julijska | 1324   | 1295   | +2,2%      |
| Sardynia                | 1072   | 1037   | +3,4%      |
| Molise                  | 356    | 383    | –7,0%      |
| Basilicata              | 319    | 328    | –2,7%      |
| Dolina Aosty            | 128    | 129    | –0,8%      |

## Włosi polskiego pochodzenia
- Robert Acquafresca
- Michele Baranowicz
- Zbigniew Boniek (naturalizowany Włoch)
- Jas Gawronski
- Gustaw Herling-Grudziński (naturalizowany Włoch po wzięciu za żonę córki Benedetto Crocego)
- Jerzy Sas Kulczycki
- Jasmine Paolini